# Ignacy Misiek
Ignacy Misiek, ps. Misiura, Czesław, Gustaw (ur. 30 lipca 1898 r. w Topoli Małej, zm. w nocy z 17 na 18 stycznia 1945 r. w Łodzi) – powstaniec wielkopolski, sierżant zawodowy WP, dyrygent orkiestry wojskowej 70 pułku piechoty. Uczestnik wojny polsko-bolszewickiej i wojny obronnej 1939. Podczas II wojny światowej członek TOW a następnie ZWZ, podporucznik czasu wojny AK, komendant placówki AK „Aluminium"”w gminie Przygodzice (Obwód Ostrów). Aresztowany przez Gestapo, zginął w pożarze hitlerowskiego więzienia policyjnego na Radogoszczu w Łodzi.

## Życiorys

### Wczesne lata życia, I wojna światowa i okres międzywojenny
Ignacy Misiek, syn Wojciecha i Józefy zd. Jędraszczyk, przyszedł na świat 30 lipca 1898 r. w Topoli Małej k. Ostrowa. 15 stycznia 1917 r., podczas pobytu w Berlinie, otrzymał powołanie do armii niemieckiej na front francuski. Po zakończeniu działań wojennych udzielono mu urlopu i 21 grudnia 1918 r. powrócił w rodzinne strony. Po wybuchu Powstania Wielkopolskiego zdezerterował i dołączył do oddziałów powstańczych formowanych w Ostrowie. 31 grudnia 1918 r., z rozkazu por. Mariana Modrzejewskiego brał udział w rozbrajaniu niemieckich wartowników stacjonujących na dworcu kolejowym w Ostrowie. 1 stycznia 1919 r. został przyjęty w szeregi formującej się 2 kompanii 12 pułku Strzelców Wielkopolskich. W dniach 3 i 4 stycznia uczestniczył w rozbrajaniu oddziałów niemieckich w Krotoszynie. 14 stycznia walczył w zwycięskiej bitwie pod Kobylą Górą. Następnie pełnił służbę w powiatach krotoszyńskim, odolanowskim i kępińskim.
27 stycznia 1919 r. wraz z 12 pułkiem strzelców został skierowany na front litewski, gdzie walczył w wojnie polsko-bolszewickiej. Szlak bojowy pułku wiódł przez miejscowości położone wzdłuż linii Bugu, Białobrzegi, Głodowo i Przemiarowo do polsko-litewskiej linii demarkacyjnej nad Niemnem. W listopadzie 1920 r. pułk (10 lutego 1920 r. przemianowany na 70 pułk piechoty) został zluzowany i Misiek wraz z oddziałem powrócił do Wielkopolski. W 1921 r. wraz z garnizonem pułku przeniósł się do Pleszewa, gdzie został przyjęty do orkiestry wojskowej. W latach 1923–24 był uczniem Państwowego Konserwatorium Muzycznego w Poznaniu w klasie wiolonczeli. Po ukończeniu wojskowego kursu tambourmajorów został zastępcą, a następnie dyrygentem orkiestry wojskowej 70 pp. W 1925 roku wziął ślub z Marią z d. Grzegorowską; mieli ośmioro dzieci: Ludwika, Jana, Aleksandrę, Kazimierza, Bogumiłę, Józefa, Jadwigę i Kazimierę. Od grudnia 1934 roku pełnił funkcję podoficera magazynowego pułku.

### Udział w wojnie obronnej 1939 i działalność konspiracyjna
1 września 1939 r. jego żona i dzieci, wraz z pozostałymi rodzinami wojskowych z 70 pp, zostali ewakuowani pociągiem do Lwowa. Po dotarciu na stację Komarno-Buczały transport z uchodźcami został zbombardowany przez 6 niemieckich bombowców Heinkel He 111. W masakrze zginęło 116 osób, w tym syn Ignacego, Jan.
We wrześniu 1939 sierż. Ignacy Misiek był w intendenturze 70 pp i brał udział w ewakuacji archiwum pułku. Transport kolejowy z materiałami został unieruchomiony pod Kutnem, co zmusiło jego obsadę do spalenia całej dokumentacji, aby ta nie trafiła w ręce Niemców, i kontynuowania pieszo drogi na wschód. Żołnierze wzięli udział w walkach w Puszczy Kampinoskiej. Pod Wolą oddział został zaatakowany przez jednostkę niemieckiej 4 Dywizji Pancernej i uległ rozproszeniu. Misiek zakopał sztandar 70 pp w Puszczy Kampinoskiej i okrążając miasto dotarł do Garwolina, skąd wraz z pozostałymi przy życiu żołnierzami z obsady transportu usiłował przebić się do Warszawy. W tym celu żołnierze wykorzystali kolejkę podmiejską relacji Garwolin-Otwock-Warszawa, w której wagonach ustawili stanowiska broni maszynowej.  Pociąg natrafił na niemiecką blokadę na stacji Wawer i został rozbity. W rezultacie wymiany ognia Misiek został ranny i trafił do niewoli. Został ulokowany w transporcie jenieckim jadącym na zachód; na Pomorzu udało mu się z niego zbiec.
Po przedostaniu się do Topoli Małej nawiązał kontakty z ocalałymi podoficerami 70 pp. 31 grudnia 1939 r. wraz ze starszym sierżantem Janem Holką (ps. Czarny Wojtek, Wojciechowski) uczestniczył w konspiracyjnym spotkaniu Tajnej Organizacji Wojskowej w Pleszewie. Zorganizował placówkę wywiadowczą TOW w gminie Przygodzice. Został zaprzysiężony do Związku Walki Zbrojnej 9 listopada 1940 r.  przez ppor. c.w. Albina Glapę (ps. Hubert). W 1942 r. organizował „oś wywiadowczą” Okręgu Poznańskiego w kierunku Wrocławia przez Kępno i Oleśnicę. Działał też na rzecz Obwodu ZWZ Kępno i Pleszew. Był organizatorem grupy wywiadowczej działającej w Mleczarni Powiatowej w Ostrowie, gdzie był zatrudniony. W latach 1942–1943 pełnił funkcję komendanta placówki wywiadowczej AK „Aluminium” w Przygodzicach (Obwód Ostrów). W 1943 r. placówka została przekształcona w operacyjną, a Misiek podjął pracę dezynfektora w Wirtschaftsamcie w Raszkowie. Jesienią 1943 r. wziął udział w transporcie broni z Pleszewa do leśniczówki w Szczygliczce. W czasie okupacji posługiwał się kolejno trzema pseudonimami: Misiura (w TOW), Czesław (w ZWZ) i Gustaw (w AK).
6 listopada 1944 r. został aresztowany przez Gestapo. Po wstępnym przesłuchaniu w Ostrowie został przewieziony do Radogoszcza. 15 stycznia 1945 r. miał być sądzony przez Policyjny Sąd Doraźny (Polizeistandgericht) w Łodzi. Nocą z 17 na 18 stycznia zginął w pożarze więzienia na Radogoszczu.

## Ordery i odznaczenia
- Krzyż Walecznych
- Medal Niepodległości
- Medalem Dziesięciolecia Odzyskanej Niepodległości
- Medal Pamiątkowy za Wojnę 1918–1921
- Brązowy Medal za Długoletnią Służbę
- Odznaka Pamiątkowa Wojsk Wielkopolskich
- Odznaka Pamiątkowa 70 Pułku Piechoty[1].